# Popillia schultzei
Popillia schultzei är en skalbaggsart som beskrevs av Ohaus 1911. Popillia schultzei ingår i släktet Popillia och familjen Rutelidae. Inga underarter finns listade i Catalogue of Life.